# Made of Bricks
Made of Bricks er Kate Nash's debutalbum. Det blev produceret af Paul Epworth og udgivet d. 10. september 2007, men der var meget stor efterspørgsel på albummet, så udgivelsesdatoen blev ændret til d. 7. august 2007.
Made of Bricks blev modtaget med meget blandede andmeldelser. The Independent beskrev det som "Værste album i år". Trods sin kritik blev albummet nummer 1 på hitlisterne, og var der i en hel uge, hvorefter førstepladsen blev taget af Elvis Presley’s The King, og Made of Bricks røg ned på en andenplads.
14. november 2007 gik Made of Bricks platin. Albummet havde passeret de 300.000 salgsmærker. Albummet var 2007’s andet bedst sælgende album.
8. januar 2008, blev Made of Bricks udgivet i USA, hvor det debuterede som nummer 36 på Billboard 200, med et salg på 16.000 eksemplarer.
Trackliste:
1. Play
2. Foundations
3. Mouthwash
4. Dickhead
5. Birds
6. We Get On
7. Mariella
8. Shit Song
9. Pumpkin Soup
10. Skeleton Song
11. Nicest Thing
12. Merry Happy